# 阿夫欣

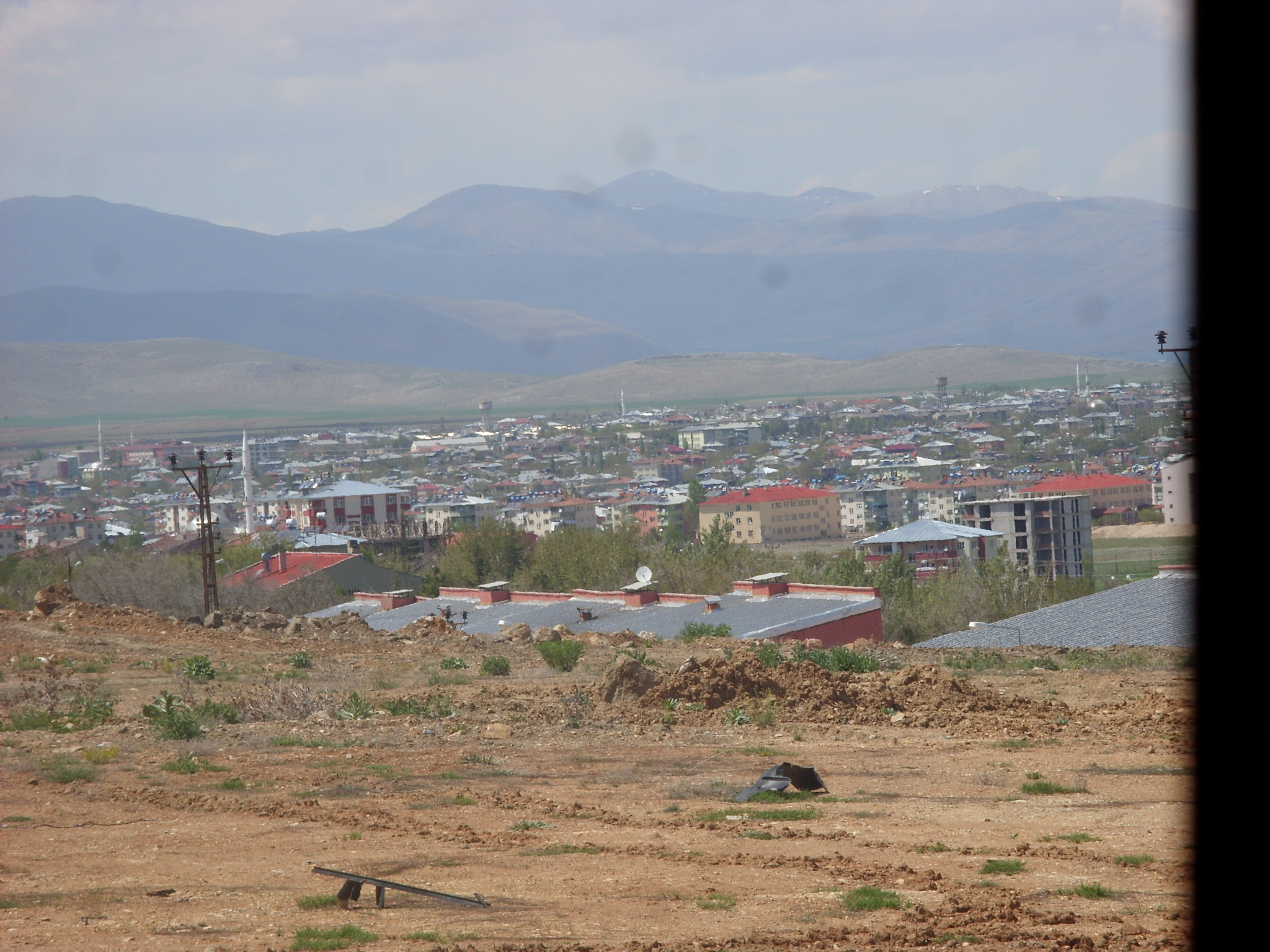
Afşin

阿夫欣是土耳其的城鎮，由卡赫拉曼馬拉什省負責管轄，位於該國南部，面積1,428平方公里，海拔高度1,230米，主要經濟活動是農業，2008年人口38,409。

## 外部連結
- District governor's official website （页面存档备份，存于） （土耳其文）
- District municipality's official website （页面存档备份，存于） （土耳其文）

38°15′N 36°55′E / 38.250°N 36.917°E